# Peronosporals
Els peronosporals (Peronosporales) són un ordre d'oomicets, que pot ser fitopatogen.
Moltes malalties de les plantes de vegades es classifiquen dins aquest ordre, però altres vegades es consideren membres de l'ordre Pythiales. Entre els fitopatògens peronosporals s'inclouen el míldiu de la creïlla (Phytophthora infestans), el míldiu dels eucaliptus (Phytophthora cinnamomi), la mort sobtada del roure i el blue mold.

## Classificació
- Família Peronosporaceae
  - gènere Peronospora
  - gènere Benua
  - gènere Bremia
  - gènere Plasmopara
  - gènere Paraperonospora
  - gènere Pseudoperonospora
  - gènere Bremiella
- Família Albuginaceae
  - gènere Albugo